# Miscellanea Austriaca ad Botanicam
Miscellanea Austriaca ad Botanicam (abreviado Fl. Austriac.  (Jacquin)) es un libro con ilustraciones y descripciones botánicas que fue escrito por el médico, biólogo y botánico holandés Nikolaus Joseph von Jacquin y publicado en Viena en dos volúmenes en los años 1778 a 1781 con el nombre de Miscellanea Austriaca ad botanicam, chemiam, et historiam naturalem spectantia.

## Publicación
- volumen n.º 1, "1778" posiblemente en 1779;
- volumen n.º 2, finales de 1781 o principios de 1782